# Энцефаляртос кафрский
Энцефаляртос кафрский (лат. Encephalartos caffer) — вид саговников семейства Замиевые (Zamiaceae), эндемик ЮАР, типовой вид рода Encephalartos.

## Ботаническое описание
Похожее на пальму медленно растущее двудомное растение. Ствол короткий, длиной около 35 см, достигает 20—25 см в диаметре. Крупные листья ярко-зелёного цвета до одного метра в длину, перисто-рассечённые. Листочки ланцетной формы, до 10 см длиной и около 1 см шириной, супротивные, нижние превращаются в колючки. На каждом экземпляре растения по одной жёлтой шишке: пыльцевая шишка  узко-яйцевидной формы (до 30 см длиной и около 10 см в диаметре); семенная шишка яйцевидной формы (примерно 30×15 см). Семена красного цвета, продолговатые. 

## Распространение
Естественным образом растение распространено на территории Капской провинции, вдоль побережья Индийского океана, от города Порт-Элизабет на юге, до Дурбана на севере.

## Использование
Этот вид традиционно использовался местными племенами для получения из сердцевины ствола крахмалистой пищи (саго), однако, в настоящее время в связи с сокращением в естественной среде обитания, растение практически перестало использоваться как пищевое.
Один из первых саговников, попавших в европейские теплицы, культивируется как декоративное растение. 

## Таксономия
Впервые растение было описано в 1775 году шведским ботаником Карлом Тунбергом как «новый вид пальмы» под названием Саговник кафрский (Cycas caffra).
Синонимы
- Cycas caffra Thunb.basionym
- Encephalartos brachyphyllus Lehm. & de Vriese
- Encephalartos cycadis Sweet
- Zamia caffra (Thunb.) Thunb.
- Zamia cycadis L.f.
- Zamia elliptica Lodd. ex Miq., nom. inval.